# Yourope
Yourope és una xarxa europea de festivals de música, fundada el novembre de 1998 a Londres. Els seus dos objectius principals són la promoció de salut i seguretat per a les treballadors i el públic i la cura del medi ambient. L'organització està finançada en part per la Comissió Europea. El 2021, la xarxa aplegava cent vuit festivals en vint-i-sis països.
El 2020, quan la pandèmia de Covid va comportar la cancel·lació de tots els festivals, els promotors aplegats a Yourope van llançar la campanya «Salvar l'estiu» (Save the summer) per cercar vies que asseguressin la supervivència de la música en directe tot garantint la seguretat i salut dels espectadors. El maig de 2021, l'organització va transferir la seva seu, de la ciutat suïssa de Sankt Gallen cap a Bonn, a Alemanya, dintre d'un profund procés de reorganització. A la ciutat de Bonn ha creat una Xarxa de competències dels oficis de l'organització de grans esdeveniments i així pot aprofitar la sinergia, entre d'altres, amb el Schmidts Bonn Promotion Department i el Centre internacional de formació per a la seguretat d'esdeveniments IBIT.
Yourope ha reeixit augmentant el seu poder, tant a nivell governamental com dins del sector, en protegir els interessos dels festivals en l'àmbit legal i en centrar-se en aspectes rellevants com l'intercanvi d'informació sobre màrqueting i patrocinadors, contractes, riders tècnics i drets sobre audiovisuals, entre d'altres.
Atorga el guardó Yourope's Clean'n'Green Award («premi Yourope net i verd»), que valora el conjunt d’accions destinades a reduir l’impacte ambiental. El 2009, el premi fou atorgat al Festival Internacional de Benicàssim.